# Генрі Таубе
Генрі Таубе (англ. Henry Taube, 30 листопада 1915, Ньюдорф, Саскачеван, Канада — 16 листопада 2005, Пало-Альто, Каліфорнія, США) — американський хімік канадського походження. Займався механізмом електронного переносу в окисно-відновних реакціях. Лауреат Нобелівської премії з хімії 1983 року «за вивчення механізмів реакцій з перенесенням електрона, особливо комплексів металів».

## Біографія і наукова робота
Генрі Таубе народився в Ньюдорфі (провінція Саскачеван, Канада) 30 листопада 1915. У 1935 році закінчив Саскачеванський університет. У 1940 захистив дисертацію в Каліфорнійському університеті в Берклі, потім працював в Корнельському університеті. З 1946 по 1961 роки викладав в Чиказькому університеті. З 1962 року був професором хімії Стенфордського університету.

## Цікаво
На хімічному факультеті Стенфорду Генрі був четвертий, хто отримав нобелівську премію (Пол Берг (1980), Пол Флорі (1974), Лайнус Полінг (1954)).
Мав колекцію з понад 8000 старих грамплатівок, переважно записів німецької опери.